# West Mersea
West Mersea è una città di 7 000 abitanti della contea dell'Essex, in Inghilterra.